# Sadar Jaya
Sadar Jaya is een bestuurslaag in het regentschap Bengkalis van de provincie Riau, Indonesië. Sadar Jaya telt 1304 inwoners (volkstelling 2010).